# Ataenius monticola
Ataenius monticola är en skalbaggsart som beskrevs av Renaud Maurice Adrien Paulian 1940. Ataenius monticola ingår i släktet Ataenius och familjen Aphodiidae. Inga underarter finns listade.